# اینترسکوپ رکوردز
اینترسْکوپ رکوردز (به انگلیسی: Interscope Records) یک شرکت آمریکایی نشر آثار موسیقی است که در سال ۱۹۹۰ توسط جیمی آیوین و تد فیلد بنیان‌گذاشته شد.
اینتراسکوپ رکوردز، یک شرکت ضبط موسیقی آمریکایی مستقر در سانتا مونیکا، کالیفرنیا است که از طریق زیرمجموعه Interscope Geffen A&M، متعلق به یونیورسال میوزیک گروپ است. این شرکت در اواخر سال ۱۹۹۰ توسط جیمی آیوین و تد فیلد با سرمایه‌گذاری مشترک ۲۰ میلیون دلاری با آتلانتیک رکوردز (از گروه وارنر میوزیک گروپ) و اینتراسکوپ کامیونیکیشنز تأسیس شد. تفاوت اصلی اینتراسکوپ با سایر شرکت‌های ضبط، در این بود که به کارکنان A&R (استعدادیابی و روابط هنرمندان) اجازه می‌داد تصمیم‌گیری‌ها را کنترل کنند و به هنرمندان و تهیه‌کنندگان کنترل کامل خلاقانه بدهند. اینتراسکوپ در کمتر از یک سال به اولین موفقیت‌های خود دست یافت و در سال ۱۹۹۳ به سوددهی رسید. جیمی آیوین تا می ۲۰۱۴ به عنوان رئیس و مدیر عامل شرکت فعالیت داشت و پس از او جان یانیک جایگزینش شد.

## جنجال‌ها و تغییر مالکیت
در سال ۱۹۹۲، اینتراسکوپ حقوق انحصاری بازاریابی و توزیع آثار لیبل هیپ‌هاپ هاردکور Death Row Records را به دست آورد. این تصمیم، لیبل را در کانون جنجال‌های مربوط به گنگستا رپ در اواسط دهه ۱۹۹۰ قرار داد. در نتیجه، تایم وارنر، که در آن زمان شرکت مادر وارنر میوزیک گروپ بود، با فروش ۵۰ درصد سهام خود به فیلد و آیوین به قیمت ۱۱۵ میلیون دلار در سال ۱۹۹۵، روابط خود را با اینتراسکوپ قطع کرد. در سال ۱۹۹۶، ۵۰ درصد از سهام لیبل به مبلغ ۲۰۰ میلیون دلار توسط MCA Inc. (که بعدها به یونیورسال میوزیک گروپ تغییر نام داد) خریداری شد.

## فهرست هنرمندان اینتراسکوپ
فهرست هنرمندان اینتراسکوپ شامل طیف وسیعی از استعدادهای موسیقی می‌شود که نام‌های بزرگی در ژانرهای مختلف را در بر می‌گیرد. از جمله این هنرمندان می‌توان به پلی‌بوی کارتی، استینگ، امینم، اسنوپ داگ، لیدی گاگا، وان‌ریپابلیک، بلک‌پینک، دکتر دره، سلنا گومز، گریسی آبرامز، جی. کول، جنیفر هادسن، گوئن استفانی، جنیفر هادسن اشاره کرد.

## اسامی برخی اعضای کنونی[۲]
- فایو سکندز آو سامر
- 6 Dogs (بنی بلانکو/اینترسکوپ)
- ریکاردو والدز والنتین (LVRN/اینترسکوپ)
- بلک آید پیز (will.i.am/اینترسکوپ)
- بلک پینک (وای‌جی انترتینمنت/اینترسکوپ)
- بیلی آیلیش
- بلک‌بر (موسیقی‌دان) (Beartrap/Alamo/اینترسکوپ)
- آیس کیوب (Lench Mob/اینترسکوپ)
- دایا (خواننده)
- لانا دل ری (Polydor/اینترسکوپ)
- دی‌جی اسنیک
- دکتر دره (افترمث اینترتینمنت/اینترسکوپ)
- امینم (Shady/Aftermath/اینترسکوپ)
- سلنا گومز
- الی گولدینگ
- گانز ان روزز
- ایمجین درگنز (KIDinaKORNER/اینترسکوپ)
- کارلی ری جپسن (اسکول‌بوی/اینترسکوپ)
- جکس جونز
- جویس ورلد (Grade A/اینترسکوپ)
- مایکل کیوانوکا
- لیدی گاگا (استریم‌لاین/اینترسکوپ)
- کندریک لامار (تاپ داگ اینترتیمنت/Aftermath/اینترسکوپ)
- لیل جان
- مشین گان کلی (EST19XX/بد بوی رکوردز/اینترسکوپ)
- مدونا (Boy Toy/لیو نیشن انترتینمنت/اینترسکوپ)
- الا مای (10 Summers/اینترسکوپ)
- مارون ۵ (۲۲۲/اینترسکوپ)
- مایک ویل مید ایت (Eardruma/اینترسکوپ)
- میکی اکو
- نو داوت
- وان‌ریپابلیک (Mosley/اینترسکوپ)
- ری شرومرد (Eardruma/اینترسکوپ)
- ری (خواننده)
- روبین (خواننده) (Konichiwa/اینترسکوپ)
- Sir Sly
- اسلاترهاوس (Shady/اینترسکوپ)
- گوئن استفانی
- استینگ
- تیم ایمپالا
- ترتی سکندز تو مارس
- یوتو
- کالی اوچیس
- جسی ور
- ویل.آی.ام
- کریس وو (خواننده) (آیلند رکوردز/یونیورسال میوزیک گروپ/اینترسکوپ)
- یرز اند یرز
- یلاولف (یلاولف/Shady/اینترسکوپ)
- Yoshi Flower (GRDN/اینترسکوپ)
- یانگ‌بلاد (گفن رکوردز/اینترسکوپ)
- زد (موسیقی‌دان)